# Голенинская
Голенинская — деревня в Усть-Кубинском районе Вологодской области.
Входит в состав Троицкого сельского поселения, с точки зрения административно-территориального деления — в Троицкий сельсовет.
Расстояние по автодороге до районного центра Устья — 49 км, до центра муниципального образования Бережного — 7 км.
По переписи 2002 года население — 2 человека.